# The RPWL Live Experience
The RPWL Live Experience is het tweede livealbum van de Duitse muziekgroep RPWL. Het album is opgenomen op 17 februari 2009 in het Teatr Śląski in Stanislawa Wyspianskiego te Katowice. In die zaal treden de laatste jaren talloze bands binnen de progressieve rock op. Naast de dubbel-cd-versie verscheen ook een dvd met dezelfde tracklist.

## Musici
- Yogi Lang – zang, toetsinstrumenten
- Kalle Wallner – gitaar, zang
- Chris Postl – basgitaar, baspedalen, zang
- Markus Jehle – toetsinstrumenten
- Marc Turiaux – slagwerk

## Muziek

### Cd 1
| Nr. | Titel                   | Duur |
| --- | ----------------------- | ---- |
| 1.  | Hole in the sky         |      |
| 2.  | Breathe in, breathe out |      |
| 3.  | Three lights            |      |
| 4.  | Start the fire          |      |
| 5.  | Silences                |      |
| 6.  | This is not a progsong  |      |
| 7.  | Sleep                   |      |

| Nr. | Titel                         | Duur |
| --- | ----------------------------- | ---- |
| 1.  | Opel (Syd Barrett)            |      |
| 2.  | Waiting for a smile           |      |
| 3.  | Trying to kiss the sun        |      |
| 4.  | Wasted land                   |      |
| 5.  | Roses                         |      |
| 6.  | Biding my time (Roger Waters) |      |
| 7.  | I don’t know                  |      |